# Blucher
A Editora Blucher (Editora Edgard Blücher) é uma editora brasileira, sediada em São Paulo. Fundada em 1955 por Edgard Blücher com o objetivo de preencher a lacuna da publicação de livros nas áreas de engenharia, tecnologia e ciência, focando especial atenção para os autores nacionais.

## História
A história da editora se funde a trajetória do fundador e atual publisher, o engenheiro Edgard Blücher.
Edgard Blücher começou sua atuação como editor durante a sua graduação na faculdade de engenharia, foi diretor do departamento de publicações do centro acadêmico e da Revista de Engenharia, função que exerceu até a formatura.
Iniciou a publicação de livros em 1955, quando fundou a Editora Edgard Blücher Ltda. em 1957, com o objetivo de preencher a lacuna da publicação de livros nas áreas de engenharia, tecnologia e ciência, focando especial atenção para os autores nacionais.
A linha editorial, que a principio se concentravam nas áreas de exatas e hoje, se expande para envolver as ciências contemporâneas como a arquitetura e o design.
Durante sua trajetória a Blucher publicou cerca 1 300 títulos. No seu portfólio constam ou constaram diversos autores ganhadores do Prêmio Jabuti de Literatura, como Maria Lea Salgado Labouriau, Luiz de Queiroz Orsini e Herch Moysés Nussenzveig.